# 조미녀
조미녀(본명: 조은정, 1989년 10월 7일 ~ )는 대한민국의 배우다.

## 학력
- 수원여자대학교 연기영상과

## 출연 작품

### 드라마
- 2014년 KBS2 《트로트의 연인》 ... 오디션 참가자 역
- 2014년~2015년 tvN 《일리있는 사랑》
- 2018년 MBC 《역도요정 김복주》 ... 조미녀 역
- 2018년 JTBC 《SKY 캐슬》 ... 케이 역
- 2019년 TV조선 《간택 - 여인들의 전쟁》 ... 방예실 역
- 2020년 채널A 《유별나! 문셰프》 ... 8회 특별출연
- 2022년 넷플릭스 《소년심판》 ... 우설아 역
- 2023년 지니 TV 《딜리버리 맨!》 ... 이은수 역

### 영화
- 2018년 《궁합》 ... 김참판 딸 역
- 2018년 《짱》... 나공주 역
- 2020년 《미스터 보스》... 영숙 역
- 2024년 《목스박》... 휘발유 역

### 연극
- 2011년 《추문패거리》... 캔더 부인 역
- 2015년 ~ 2016년 《삼봉이발소》... 이희진 역

## 경력
- 2011.01~2011.12 세종문화회관 서울시극단 시즌단원